# Đorđe Rakić
Ðorđe Rakić (in serbo Ђорђе Ракић?; Kragujevac, 31 ottobre 1985) è un ex calciatore serbo, di ruolo attaccante.

## Caratteristiche tecniche
Di ruolo attaccante, è veloce, potente e ambidestro.

## Carriera

### Club
Dall'età di 6 anni fino all'età di 20 anni, gioca con il Radnički Kragujevac, squadra di terza divisione serba; nel 2005 passa all'OFK Belgrado, stavolta in prima divisione.
Nell'agosto del 2007 è stato acquistato dal Salisburgo, team militante nella Bundesliga austriaca ed allenato da Giovanni Trapattoni. Lo stesso Trapattoni definì Rakić un giocatore straordinario.
Il 1º settembre 2008 viene acquistato dalla Reggina a titolo temporaneo. Il 5 ottobre 2008 esordisce in Serie A nella partita contro il Catania. Conclude il campionato collezionando 6 presenze e zero reti in campionato e una presenza e una rete (ai calci di rigore) in coppa Italia (Udinese-Reggina 0-0 dcr 8-7 per i friulani).
A fine stagione torna al Salisburgo per fine prestito, ma nel mercato di riparazione va in Germania al Monaco 1860.

### Nazionale
Ha giocato nella nazionale serba Under-21, anche se non sempre come titolare. Con l'Under-21 ha partecipato sia al campionato europeo Under-21 2006, sia al campionato europeo Under-21 2007.

## Statistiche

### Presenze e reti nei club
Statistiche aggiornate al 10 marzo 2019.
| Stagione                   | Squadra                    | Campionato                 | Campionato | Campionato | Coppe nazionali | Coppe nazionali | Coppe nazionali | Coppe continentali | Coppe continentali | Coppe continentali | Altre coppe | Altre coppe | Altre coppe | Totale | Totale |
| Stagione                   | Squadra                    | Comp                       | Pres       | Reti       | Comp            | Pres            | Reti            | Comp               | Pres               | Reti               | Comp        | Pres        | Reti        | Pres   | Reti   |
| -------------------------- | -------------------------- | -------------------------- | ---------- | ---------- | --------------- | --------------- | --------------- | ------------------ | ------------------ | ------------------ | ----------- | ----------- | ----------- | ------ | ------ |
| 2002-2003                  | Radnički Kragujevac        | PL                         | ?          | ?          | CS              | ?               | ?               | -                  | -                  | -                  | -           | -           | -           | 0+     | 0+     |
| 2003-2004                  | Radnički Kragujevac        | PL                         | ?          | ?          | CS              | ?               | ?               | -                  | -                  | -                  | -           | -           | -           | 0+     | 0+     |
| 2004-2005                  | Radnički Kragujevac        | PL                         | ?          | ?          | CS              | ?               | ?               | -                  | -                  | -                  | -           | -           | -           | 0+     | 0+     |
| 2005-gen. 2006             | Radnički Kragujevac        | PL                         | ?          | ?          | CS              | ?               | ?               | -                  | -                  | -                  | -           | -           | -           | 0+     | 0+     |
| Totale Radnički Kragujevac | Totale Radnički Kragujevac | Totale Radnički Kragujevac | ?          | ?          |                 | ?               | ?               |                    | -                  | -                  |             | -           | -           | 0+     | 0+     |
| gen.-giu. 2006             | OFK Belgrado               | PL                         | 1+         | 0+         | CS              | ?               | ?               | -                  | -                  | -                  | -           | -           | -           | 1+     | 0+     |
| 2006-2007                  | OFK Belgrado               | SL                         | 2+         | 0+         | CS              | ?               | ?               | CU                 | 2                  | 0                  | -           | -           | -           | 4+     | 0+     |
| ago. 2007                  | OFK Belgrado               | SL                         | 1          | 0          | CS              | 0               | 0               | -                  | -                  | -                  | -           | -           | -           | 1      | 0      |
| Totale OFK Belgrado        | Totale OFK Belgrado        | Totale OFK Belgrado        | 4+         | 0+         |                 | 0+              | 0+              |                    | 2                  | 0                  |             | -           | -           | 6+     | 0+     |
| 2007-2008                  | Salisburgo                 | BL                         | 16         | 2          | CA              | 0               | 0               | CU                 | 2                  | 0                  | -           | -           | -           | 18     | 2      |
| 2008-2009                  | Reggina                    | A                          | 6          | 0          | CI              | 1               | 0               | -                  | -                  | -                  | -           | -           | -           | 7      | 0      |
| 2009-gen. 2010             | Salisburgo                 | BL                         | 0          | 0          | CA              | 1               | 4               | UCL+UEL            | 0+2                | 0                  | -           | -           | -           | 3      | 4      |
| Totale Salisburgo          | Totale Salisburgo          | Totale Salisburgo          | 16         | 2          |                 | 1               | 4               |                    | 4                  | 0                  |             | -           | -           | 21     | 6      |
| 2009-gen. 2010             | Salisburgo 2               | TL                         | 11         | 10         | -               | -               | -               | -                  | -                  | -                  | -           | -           | -           | 11     | 10     |
| gen.-giu. 2010             | Monaco 1860                | ZL                         | 14         | 3          | CG              | 0               | 0               | -                  | -                  | -                  | -           | -           | -           | 14     | 3      |
| 2010-2011                  | Monaco 1860                | ZL                         | 27         | 5          | CG              | 2               | 0               | -                  | -                  | -                  | -           | -           | -           | 29     | 5      |
| 2011-2012                  | Monaco 1860                | ZL                         | 24         | 5          | CG              | 1               | 0               | -                  | -                  | -                  | -           | -           | -           | 25     | 5      |
| Totale Monaco 1860         | Totale Monaco 1860         | Totale Monaco 1860         | 65         | 13         |                 | 3               | 0               |                    | -                  | -                  |             | -           | -           | 68     | 13     |
| 2012-gen. 2013             | Al-Gharafa                 | SL                         | 6          | 1          | CE              | 0               | 0               | -                  | -                  | -                  | -           | -           | -           | 6      | 1      |
| gen.-giu. 2013             | Al-Arabi                   | SL                         | 4          | 1          | CE              | 0               | 0               | -                  | -                  | -                  | -           | -           | -           | 4      | 1      |
| 2013-2014                  | Stella Rossa               | SL                         | 8          | 3          | CS              | 0               | 0               | -                  | -                  | -                  | -           | -           | -           | 8      | 3      |
| 2014-gen. 2015             | Stella Rossa               | SL                         | 12         | 4          | CS              | 1               | 0               | -                  | -                  | -                  | -           | -           | -           | 13     | 4      |
| Totale Stella Rossa        | Totale Stella Rossa        | Totale Stella Rossa        | 20         | 7          |                 | 1               | 0               |                    | -                  | -                  |             | -           | -           | 21     | 7      |
| 2015                       | Qingdao Huanghai           | L1                         | 25         | 10         | CC              | 0               | 0               | -                  | -                  | -                  | -           | -           | -           | 25     | 10     |
| 2016                       | Qingdao Huanghai           | L1                         | 24         | 14         | CC              | 0               | 0               | -                  | -                  | -                  | -           | -           | -           | 24     | 14     |
| 2017                       | Qingdao Huanghai           | L1                         | 21         | 19         | CC              | 1               | 0               | -                  | -                  | -                  | -           | -           | -           | 22     | 19     |
| Totale Qingdao Huanghai    | Totale Qingdao Huanghai    | Totale Qingdao Huanghai    | 70         | 43         |                 | 1               | 0               |                    | -                  | -                  |             | -           | -           | 71     | 43     |
| 2018                       | Hangzhou Lücheng           | L1                         | 4          | 2          | CC              | 0               | 0               | -                  | -                  | -                  | -           | -           | -           | 4      | 2      |
| feb.giu. 2019              | Lokomotiva Zagabria        | 1. HNL                     | 3          | 0          | CC              | 0               | 0               | -                  | -                  | -                  | -           | -           | -           | 3      | 0      |
| Totale carriera            | Totale carriera            | Totale carriera            | 209        | 79         |                 | 7               | 4               |                    | 6                  | 0                  |             | -           | -           | 222    | 83     |

### Cronologia presenze e reti in nazionale
| Cronologia completa delle presenze e delle reti in nazionale ― Serbia olimpica | Cronologia completa delle presenze e delle reti in nazionale ― Serbia olimpica | Cronologia completa delle presenze e delle reti in nazionale ― Serbia olimpica | Cronologia completa delle presenze e delle reti in nazionale ― Serbia olimpica | Cronologia completa delle presenze e delle reti in nazionale ― Serbia olimpica | Cronologia completa delle presenze e delle reti in nazionale ― Serbia olimpica | Cronologia completa delle presenze e delle reti in nazionale ― Serbia olimpica | Cronologia completa delle presenze e delle reti in nazionale ― Serbia olimpica |
| Data                                                                           | Città                                                                          | In casa                                                                        | Risultato                                                                      | Ospiti                                                                         | Competizione                                                                   | Reti                                                                           | Note                                                                           |
| ------------------------------------------------------------------------------ | ------------------------------------------------------------------------------ | ------------------------------------------------------------------------------ | ------------------------------------------------------------------------------ | ------------------------------------------------------------------------------ | ------------------------------------------------------------------------------ | ------------------------------------------------------------------------------ | ------------------------------------------------------------------------------ |
| 7-8-2008                                                                       | Shanghai                                                                       | Australia olimpica                                                             | 1 – 1                                                                          | Serbia olimpica                                                                | Olimpiadi 2008 - 1º turno                                                      | -                                                                              | 56’                                                                            |
| 10-8-2008                                                                      | Shanghai                                                                       | Serbia olimpica                                                                | 2 – 4                                                                          | Costa d'Avorio olimpica                                                        | Olimpiadi 2008 - 1º turno                                                      | 1                                                                              | 76’                                                                            |
| Totale                                                                         |                                                                                | Presenze                                                                       | 2                                                                              |                                                                                | Reti                                                                           | 1                                                                              |                                                                                |